# Chlorothrix (bướm đêm)
Chlorothrix  là một chi bướm đêm thuộc họ Noctuidae.